# Jutta Kaiser
Jutta Kaiser (* 27. April 1972 in Aachen) ist eine deutsche Kanutin. Sie ist bisher achtfache Deutsche Meisterin und zweifache Europameisterin im Kanu-Freestyle („Rodeo“). Im Jahr 2005 errang sie in dieser Disziplin den Weltmeistertitel und erneut im Jahr 2025 in der Alterklasse Ü-50.

## Leben
Nach ihrem Abitur studierte Jutta Kaiser studierte Mathematik, Pädagogik und Psychologie in Köln, dem später noch ein Diplom als SPortlehrerin folgte. Später übernahm sie die Leitung für ein Unternehmen, das unter anderen Sicherheitsausrüstung für Paddler anbietet und engagiert sich als Kursleiterin für Workshops sowie im Bereich der Nachwuchsförderung.

## Karriere
Initiiert durch die sportliche Aktivität ihrer Eltern begann Jutta Kaiser bereits im Alter von fünf Jahren mit dem Kajaksport. Als Mitglied in verschiedenen Kanuvereinen lernte sie viele Facetten des Kajakfahrens kennen und legte die Basis für ihr späteres Engagement. Erst im Alter von 25 Jahren begann sie mit dem Wettkampfsport in der jungen Disziplin Freestyle-Kajak.
Bereits in ihrer ersten Wettkampf-Saison 1998 erreichte Jutta Kaiser den 1. Platz bei der Deutschen Meisterschaft und gewann bei der Europameisterschaft am Augsburger Eiskanal die Silbermedaille. Seit 1998 ist Jutta Kaiser Mitglied der Deutschen Kajak-Freestyle-Nationalmannschaft. 2003 gewann sie bei der WM in Graz/Österreich die Bronzemedaille. 2004 wurde sie im spanischen Sort Europameisterin, 2005 errang sie in Australien bei der Weltmeisterschaft den 1. Platz. 2006 konnte sie bei der Europameisterschaft in Nottingham/England ebenfalls den 3. Platz belegen. Beim Weltcup 2008 in Prag errang sie nach verletzungsbedingter Pause den vierten Platz.
Ihr Spitzname im bundesdeutschen Nationalkader seit der Rodeosaison 1999 ist „Sergeant Jutta“ in Anlehnung an den Surferfilm „Point Break“. Zudem hat sie Wildflüsse, Wasserfälle und unzugängliche Schluchten in aller Welt bereist und einige Flüsse als erster Paddler und als erste Frau weltweit mit dem Kajak befahren.
Jutta Kaiser lebt in England und südlich von München in Bad Tölz. Sie ist Mitglied des Kanu-Clubs Wickede.

## Erfolgsbilanz
Freestyle-Kajak
- Deutsche Meisterin 1998, 2000, 2001, 2002, 2003, 2005, 2006, 2008[5]
- Vize-Europameisterin 1998 (Augsburg/Deutschland)
- Silbermedaille bei den pre-Worldchampionships 2002 (Graz/Austria)
- EuroCup-Siege 2003, 2004, 2005
- WM-Bronzemedaille 2003 (Graz/Austria)
- Europameisterin 2004 (Sort/Spanien)
- Weltmeisterin 2005 (Penrith/Australien)
- EM-Bronzemedaille 2006 (Nottingham/England)
- Ü50-Weltmeisterin (Plattling/Deutschland)

Kajak-Extremrennen
- Platz Teva Extrem Mountain Games 2006
- Platz Kaiserklammtrophy 2006
- Platz Sick Line Wellerbrücken Extremrace 2006
- Platz Teva Extrem Mountain Games 2005
- Platz Outdoortrophy 2005
- Platz Outdoortrophy 2004
- Platz Lofer Extremrace 2004